# Джованні Баттіста Піранезі
Джованні Баттіста Піранезі (італ. Giovanni Battista Piranesi; 4 жовтня 1720, Мольяно-Венето, поблизу Тревізо — 9 листопада 1778, Рим) — видатний італійський графік, архітектор, археолог.

## Біографія. Початок
Народився в великій і збіднілій родині будівничого Анжело з міста Пірано. Мати хлопця була сестрою архітектора і інженера Маттео Лукезі. Дядько Маттео був автором церкви Сан Джованні Нуово в Венеції. Як помічник дядька (інженера і архітектора) підліток опановував будівельну справу, робив обміри будівель, знався на експертизі підмурків, засобів цегляної кладки тощо.

### В майстерні сценографа Бібієни

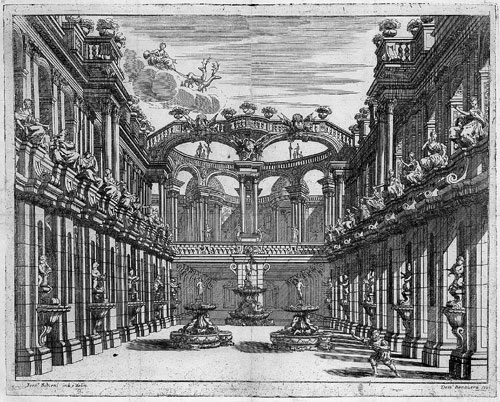
Зразок сценічного оформлення Фердінандо Бібієни. Бароковий двір з фонтанами

Згортання і припинення багатьох будівельних робіт у Венеції спонукало хлопця до вивчення художнього ремесла. В середині 1730-х років Піранезі працює в майстерні Фердинандо Бібієни (1657—1743), відомого театрального художника. вихідця з міста Болонья. Старий на той час Бібієна колись працював на герцога в  Пармі, аристократичний театр якої мав європейську славу. Зала театру в Пармі вважалась серед найкращих. Серед копій тої зали був і театр в Ружанах в розкішній садибі Сапег (тепер Білорусь, садиба в зруйнованому стані на 2008 рік).
Окрім сценографії, Бібієна малював фрески в церквах і сам займався архітектурою. На жаль, гучний успіх театральних декорацій Бібієни затьмарив його архітектурні і художні твори. І Бібієну відносять до історії театру, вивчають як театрального художника, що неповно і несправедливо для багато обдарованого майстра.

### Перша подорож до Риму

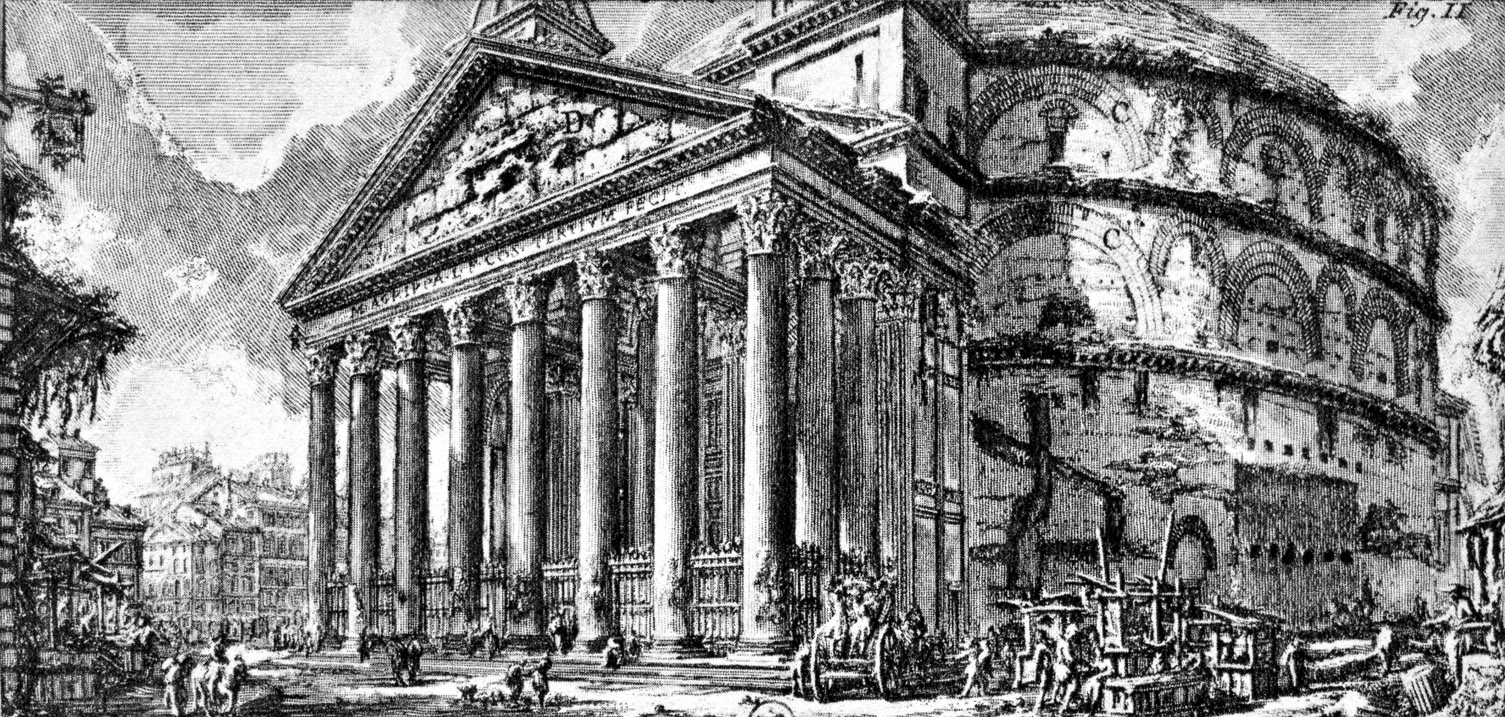
Пантеон в Римі. Офорт Піранезі

Юнак мріяв про подорож до Риму, який залишався відомим мистецьким центром Італії попри кризову епоху. Батьки нічим не могли допомогти, бо не мали достатніх коштів. Щасливий випадок дозволив здійснити мету Піранезі. Його роблять художником-малювальником у складі посольського гуртка Марко Фоскаріні, дипломата Венеційської республіки, що їде до Риму. Завдання молодика — фіксувати в малюнках сценки під час подорожі, цікаві пам'ятки архітектури чи краєвиди для звітів по поверненню і на пам'ять для аристократа-керівника посольства.
Перше перебування в Римі тривало майже три роки. Щасливий Піранезі заводить знайомих серед художників Французької академії і меценатів Рима. Серед них — французи Вьєн, Клеріссо, Верне, Пажу, італійські архітектори Нікола Сальві  та Луїджі Ванвітеллі.
Випросивши відпустку, Піранезі в 1742 році здійснив і коротеньку подорож до Неаполя, аби побувати на розкопках римських міст Помпеї і Геркулануму.

### Меценат Ніколо Джоббе
Піранезі в Римі пощастило і на мецената, ним був Ніколо Джоббе. Саме Ніколо дав Піранезі кімнату в своєму маєтку. Власник великої приватної бібліотеки, збірки картин та гравюр, надав можливість Піранезі користуватись всім цим для навчання. Саме до Ніколо спрямовані римські листи Піранезі, який зрозумів, що будувати як архітектору йому не дадуть скрутні обставини: «…адже а ні у князів, а ні у вельмож нема наміру на великі витрати [на будівництво], у мене, як у кожного сучасного архітектора, нема вибору, окрім як виказати свої архітектурні ідеї лише графікою». Так народився великий італійський графік і паперовий архітектор.

### Перша графічна сюїта
Повна назва була довгою і з подякою меценату: «Перша частина архітектурних і перспективних композицій, зроблених та награвійованих Дж. Б. Піранезі, венеційським архітектором, з посвятою сеньйору Ніколо Джоббе, що надрукована в друкарні братів Пальяріні в Римі 1743 року». Перша частина мала 12 аркушів гравюр і чотири сторінки передмови. Піранезі дав зображення архітектурних пам'яток стародавнього Риму зі своїми реставраційними додатками за власною уявою. Це не були археологічно точні відтворення пам'яток стародавнього Риму, а художні образи на основі реальних поруйнованих споруд з романтичним оточенням, доданим Піранезі від себе. Офорти Піранезі викликали різку критику з боку серйозних науковців і знавців античної архітектури через невиправдані додатки і спроби прикрасити реальні пам'ятки. В аркушах Піранезі дивацьки переплелися палке захоплення давньоримською архітектурою, пафос засвоєння нового для венеційця матеріалу і нестача широкої освіти, котрої він не мав з різних обставин.
Відсутність грошей і відсутність успіху сюїти (її не купували) спонукали архітектора повернутися до Венеції.

### Торговельний агент Піранезі

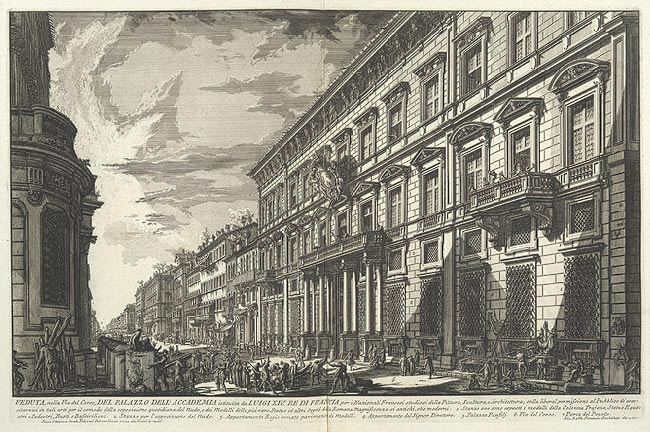
« Рим. Палац Манчіні», офорт 1752 р. Музей мистецтва Метрополітен, США

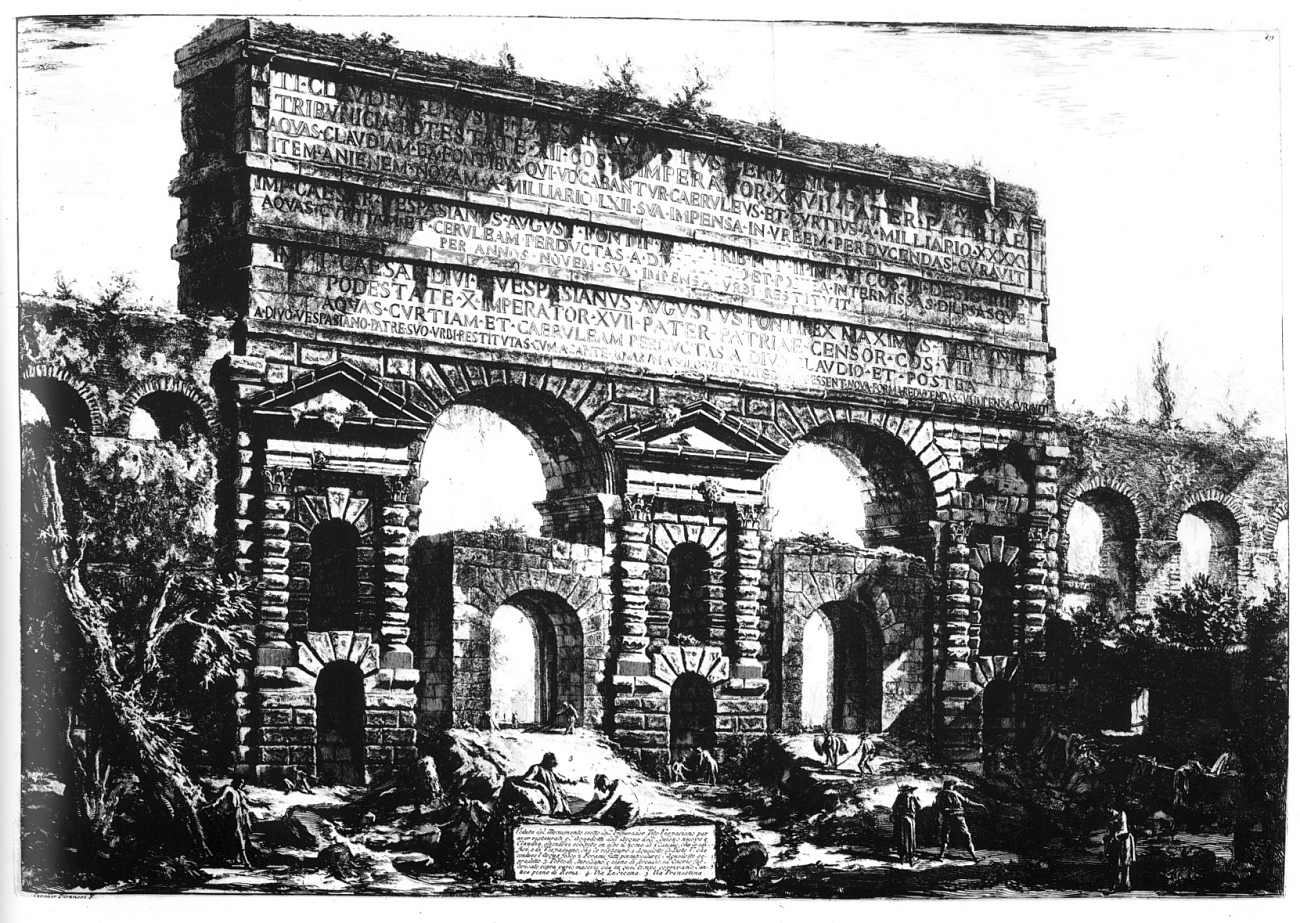
« Рим. Порта Маджоре», офорт 1775 р.

Йому таки вдалося повернутися в Рим у 1745 році. Гравюри Піранезі бачив Джузеппе Вагнер, що мав друкарню і торгував гравюрами. Він і відправив Піранезі до Риму як свого торговельного агента. Той прибув у папську столицю і відкрив майстерню на вулиці Корсо.
У 1748 році вийшли з друку перші аркуші великої серії гравюр «Краєвиди Риму» (повна назва: «Різні краєвиди Риму, античного і сучасного, намальовані і гравійовані різними авторами у Римі»), з 93 аркушів 47 належали Піранезі, тобто це була колективна праця.
Тема міцно зачепила гравера, і Піранезі працюватиме над нею майже все життя. Від зробить 137 гравюр, пов'язаних із папською столицею.

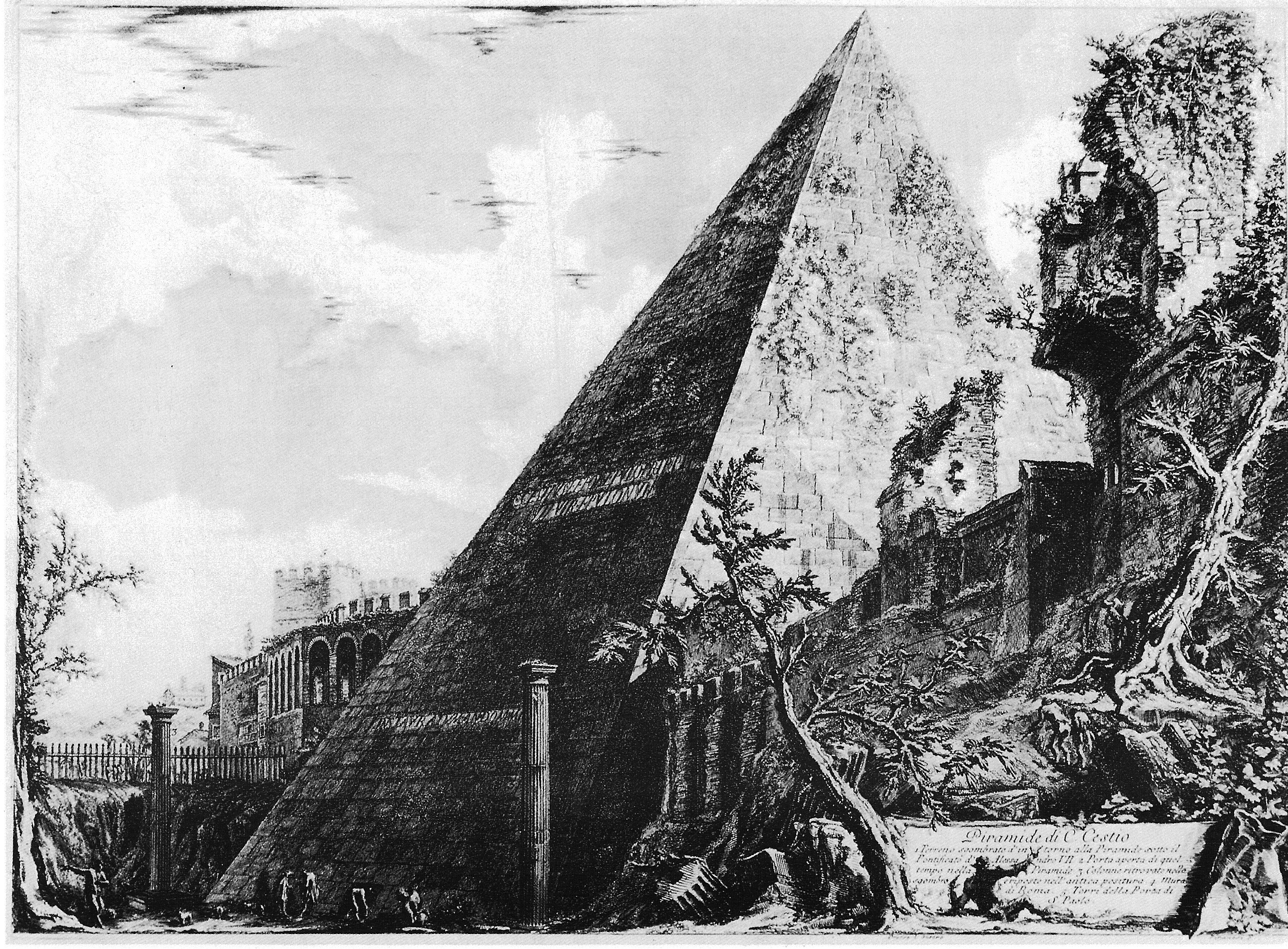
Піраміда Цестія
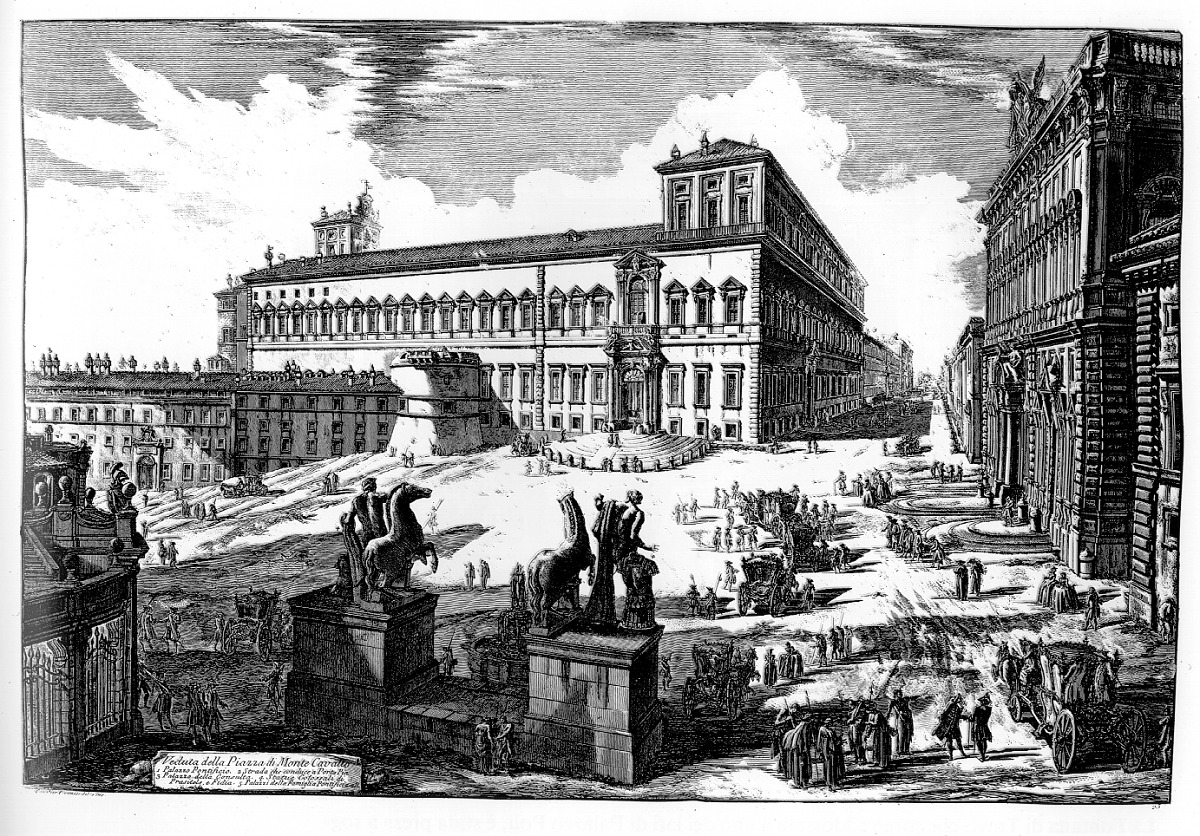
Квіринальський палац
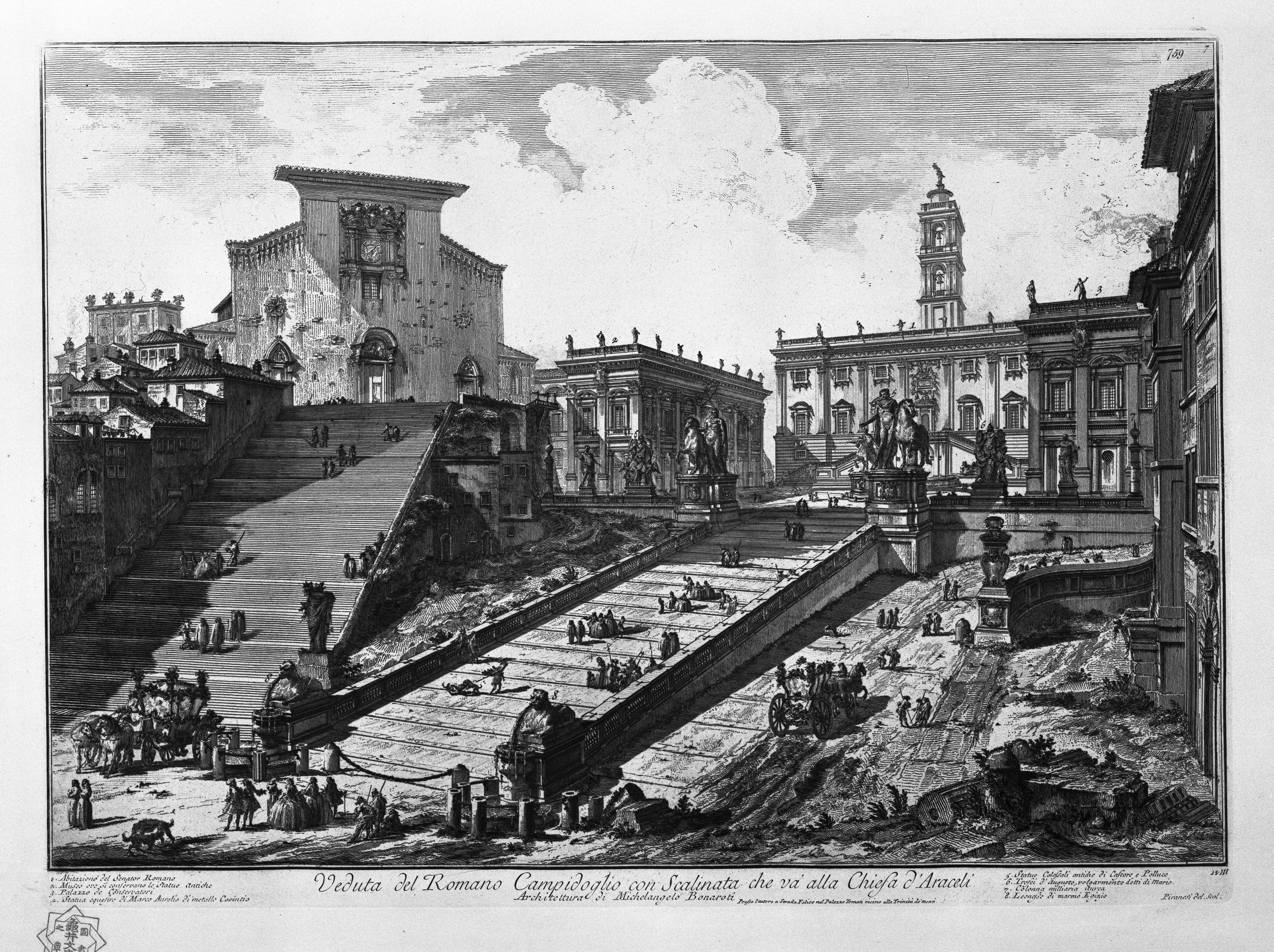
Рим, Палац сенаторів

### Архітектор Піранезі
В Римі йому таки надали можливість щось побудувати. Як архітектор-практик Піранезі побудував на пагорбі Авентін церкву Санта Марія мальтійського приорату (1764—1765). Папа римський доручив йому побудову хору в церкві Сан-Джованні ін Латерано.

### Кризова доба в Італії 18 століття
Криза в мистецтві Італії середини і кінця 18 століття посилювалась і кризою феодальної влади, її стагнацією, реакційністю. З кожним десятиліттям Італія як низка європейських культурних центрів(Неаполь — Рим — Флоренція — Венеція) втрачала свої позиції, адже жити одним величним минулим ставало недостатньо. Нові політичні і культурні центри в Парижі, Дрездені, Лондоні, Відні, Петербурзі набули значущості і міці. Саме вони почали відігравати значну роль як в політиці, так і в культурі. Італія була і залишилась конгломератом дрібних князівств, різних мов і напівколоніальних територій інших держав (Неаполь і Кампанья належали Іспанії, Північ країни — Австрії). Значне скорочення будівництва по всій країні, зубожіння населення, злочинність і еміграція найкращих митців в інші держави стали логічним продовженням кризи. Італію у 18 ст. оминули процеси об'єднання дрібних князівств в єдину державу, оминув процес утворення єдиного владного центру (як у Іспанії, Франції, Австро-Угорщині, Російській імперії), оминув процес переходу економіки на капіталістичні рейки.
Французька «Енциклопедія» близько 1750 року фіксувала 
| Торгівлі Італії прийшов кінець, джерело її багатств зникло, її народи стали рабами інших націй[6] |
Вирішення цих болючих проблем перейде у майбутнє і розтягнеться на 19 і 20 століття.

### Публічні страти в Італії
Усі спроби міського чи сільського населення змінити ситуацію наражались на могутній спротив владних структур. Атмосферу пригніченості посилювали і владні репресії, публічні страти в Італії 18 століття. Про страти сповіщали афіші, лубочні картинки, гравюри, навіть книжки.
Письменник Д. Берті писав про Італію початку 18 ст. — 
| Італія не існувала як нація і навіть як держава. В Італії раніше, чим деінде, виникли нові буржуазні сили, котрим, однак, не вдалося досягти того політичного розвитку, котрого домоглися інші держави. ... Старий і новий панівні класи як і раніше були відірвані від народу і більше того : вони поєдналися проти народу і тому не могли бути єднаючою складовою, без котрої неможливе формування нації[7] |
Піранезі жив в цій атмосфері. І вона стала одним з поштовхів для створення сюїти «Фантазії на теми в'язниць».

### Серія «Уявні в'язниці» 1745 року

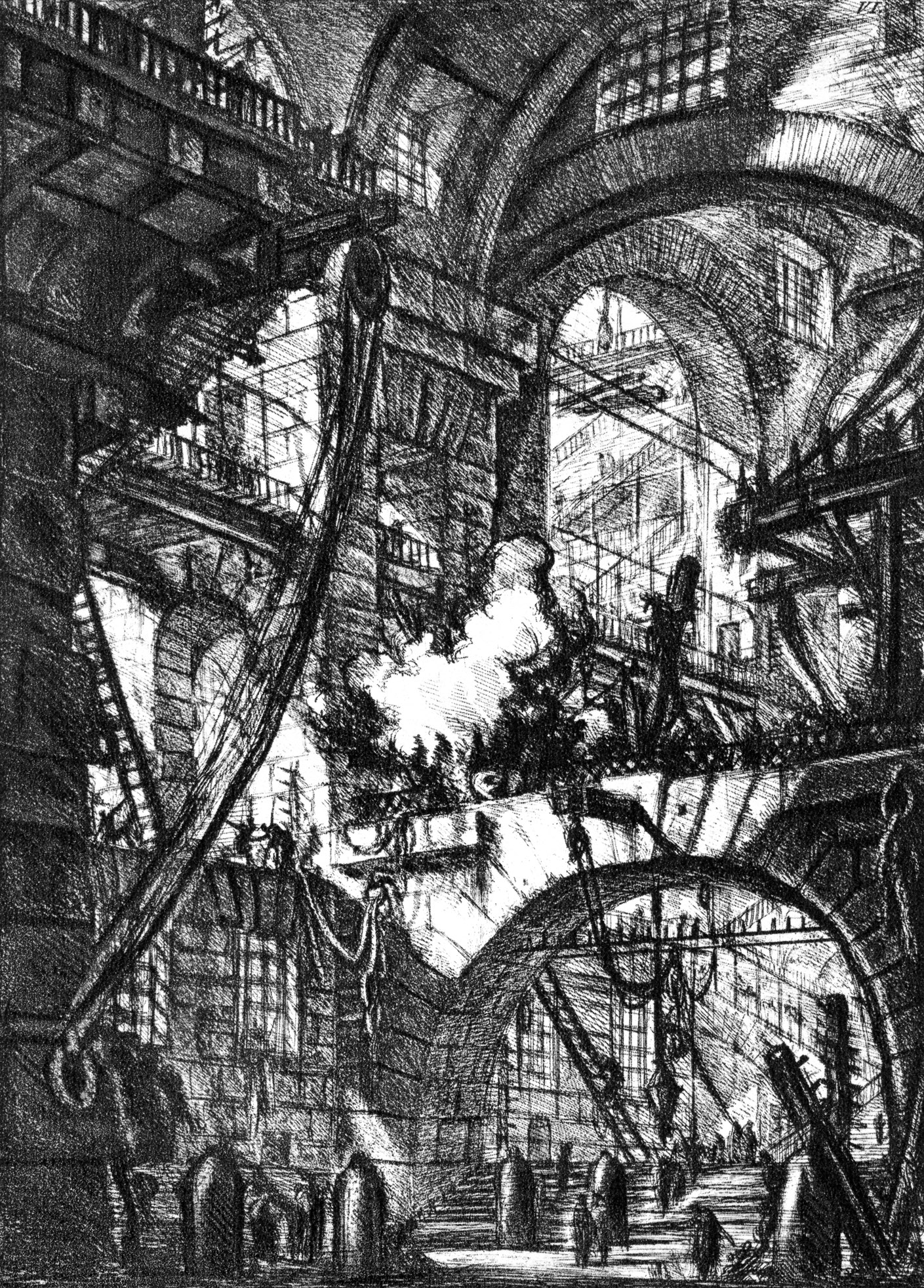
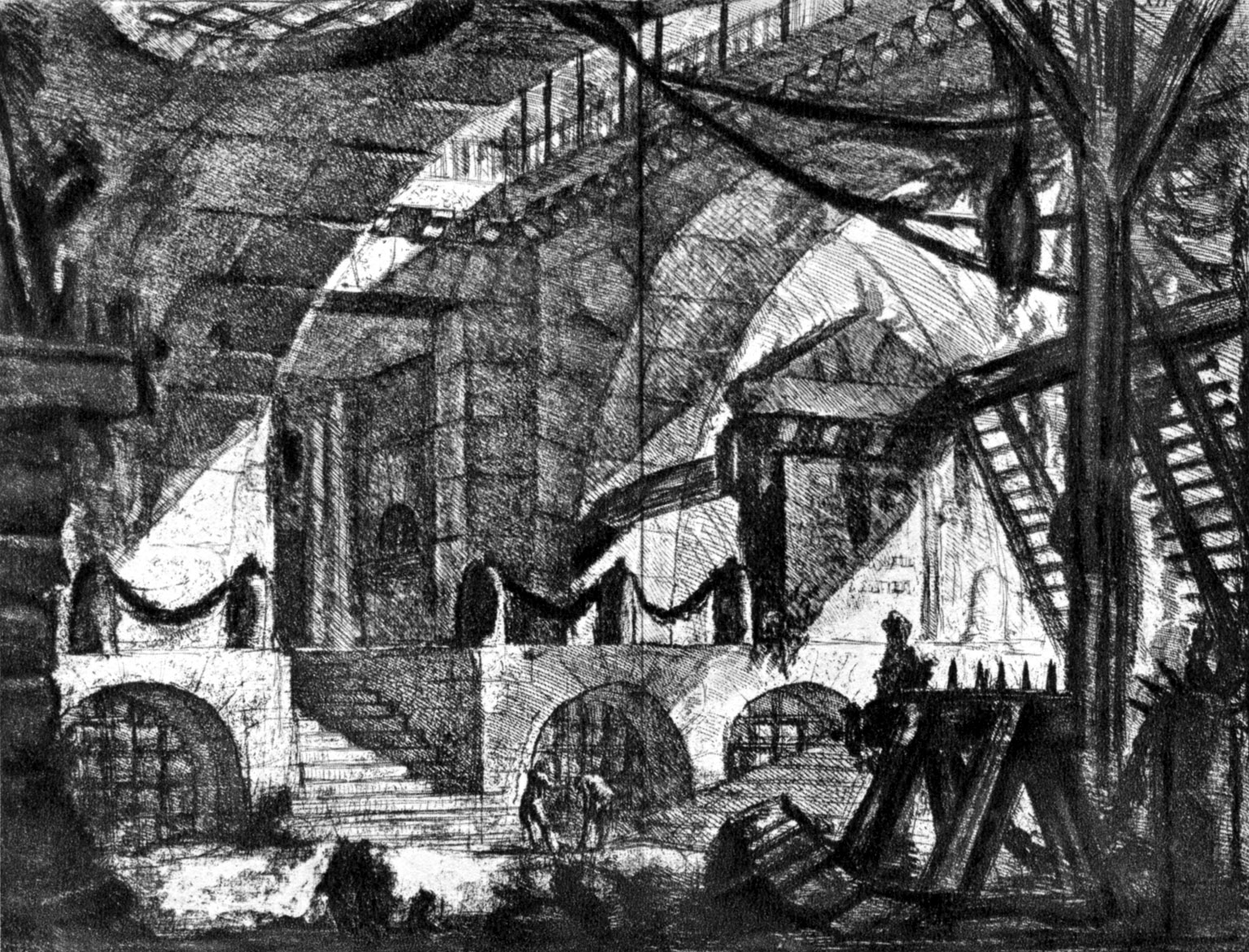
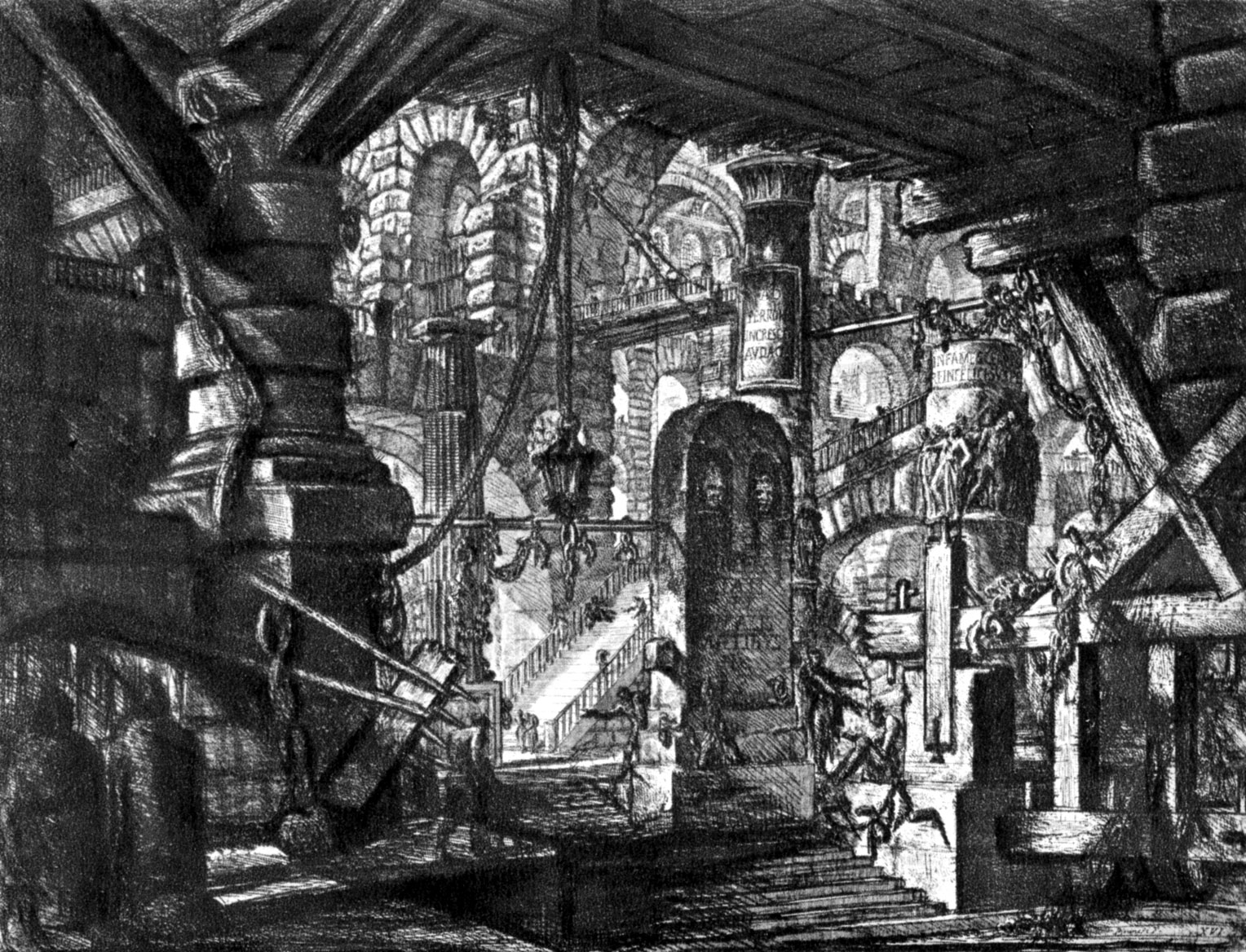
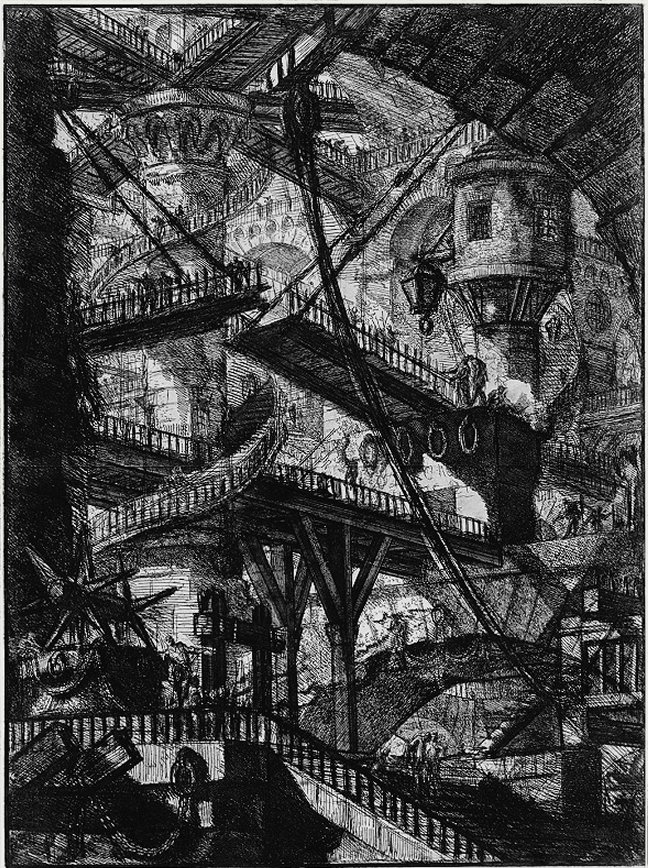

Звичайно ж, в реальності подібних в'язниць не мали ні Венеція, ні Рим. Гігантські споруди, вежі, велетенські механізми і кайдани — все це нагромадження механіки і архітектури існує для тортур, для залякування в'язнів і тих, хто може сюди потрапити. Грандіозність побудов Піранезі на цих аркушах вражала настільки, що забували про їх деяку театральність і перебільшення. Не схожі вони і на нічні кошмари. Ситуацію не прояснювали і написи в самих гравюрах («Злочини шкодять мистецтвам», «Підступність веде до неприємностей і народжує підозрілість», «Від жаху зростає сміливість» тощо). Незрозуміло, до чого в гравюрах стільки прикутих в'язнів і яка їх провина. Чому так багато будівничих, що продовжують нагромаджувати ці страхітливі в'язниці і до чого тут згадка про мистецтва. Ніякі інтерпретації змісту не дали повної розгадки серії. Могутнє враження від невеликої за кількістю серії (вона мала лише 16 аркушів) продовжувалось століттями. Серію вивчали біографи Піранезі, письменники, історики мистецтва різних країн, діячі кіно 20 століття. Вона залишилась одним з феноменів мистецтва 18 століття і графіки взагалі.

### Одруження в 1752 році
У віці 32 роки Піранезі раптово одружився. Йому сподобалась одна дівчина і він узяв з нею шлюб. Дружина (Анжеліка Пасквіні) була дочкою садівника на віллі Корсіні.

### Зв'язки з видатними сучасниками
Життя і творчість в Римі, де була розташована Французька академія і де мешкали художники з Парижу, обумовила знайомство з ними. " Живописцем руїн " (здебільшого римських руїн) був Гюбер Робер, знайомець Піранезі. Листувався Піранезі і з британським архітектором на ім'я Роберт Адам(1728—1792).

### Остання серія гравюр
Завдяки зв'язкам з представниками стилю класицизм Піранезі відкрив для себе архітектурне надбання Стародавньї Греції. Митець забажав "розібратися, чому це весь художній світ вважає, що Італія завдячує своїм мистецтвом Старордавній Греції, а не навпаки". Він зробив подорож на південь півострова в Пестум, де були залишки храмів стародавніх греків. У 1778 р. Піранезі надрукував серію гравюр « Краєвиди з храмами Пестума». Ця серія стане останньою в творчості митця.

### Впливи Піранезі на британців
Британський архітектор Роберт Мілн у 1769 р. звернувся до Піранезі з проханням зробити офорт з проєктом мосту. Образ інженерної споруди сподобався і в Лондоні побудували міст Пітта за офортом Піранезі.
Архітектор Д. Данс подорожував по Італії і бачив серію офортів «В'язниці». Дещо з них було узято при побудові Старої Ньюгетської в'язниці.
Англійські графіки Джон Кром та Джон Котмен створили свої гравюри на античні теми, відштовхуючись від офортів Піранезі.

### Смерть
Помер у 1778 році в Римі, похований в церкві Санта Марія (на пагорбі Авентін), яку він сам і побудував.

## Галерея обраних гравюр

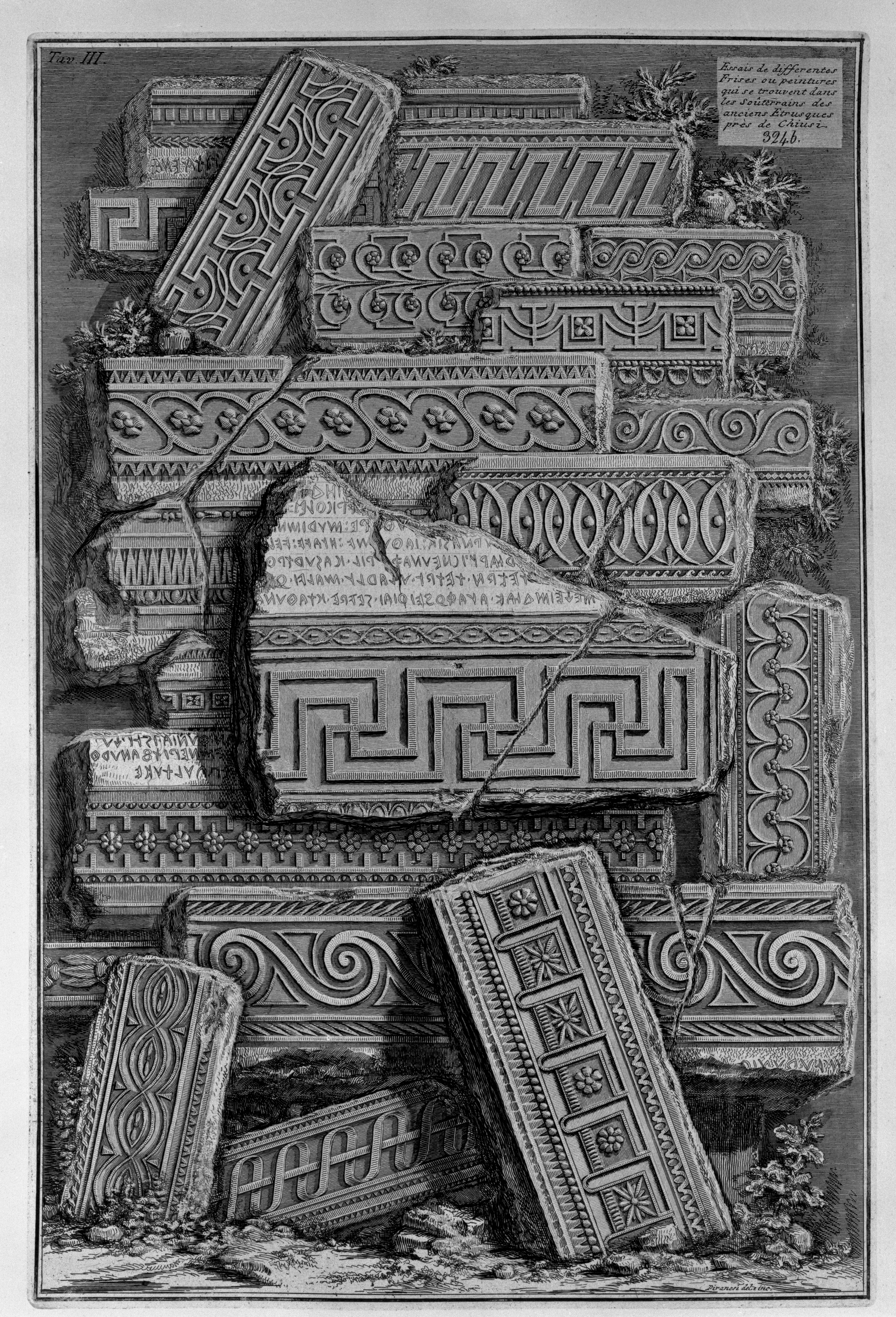
Фризи з етруських поховань Тарквінії, офорт

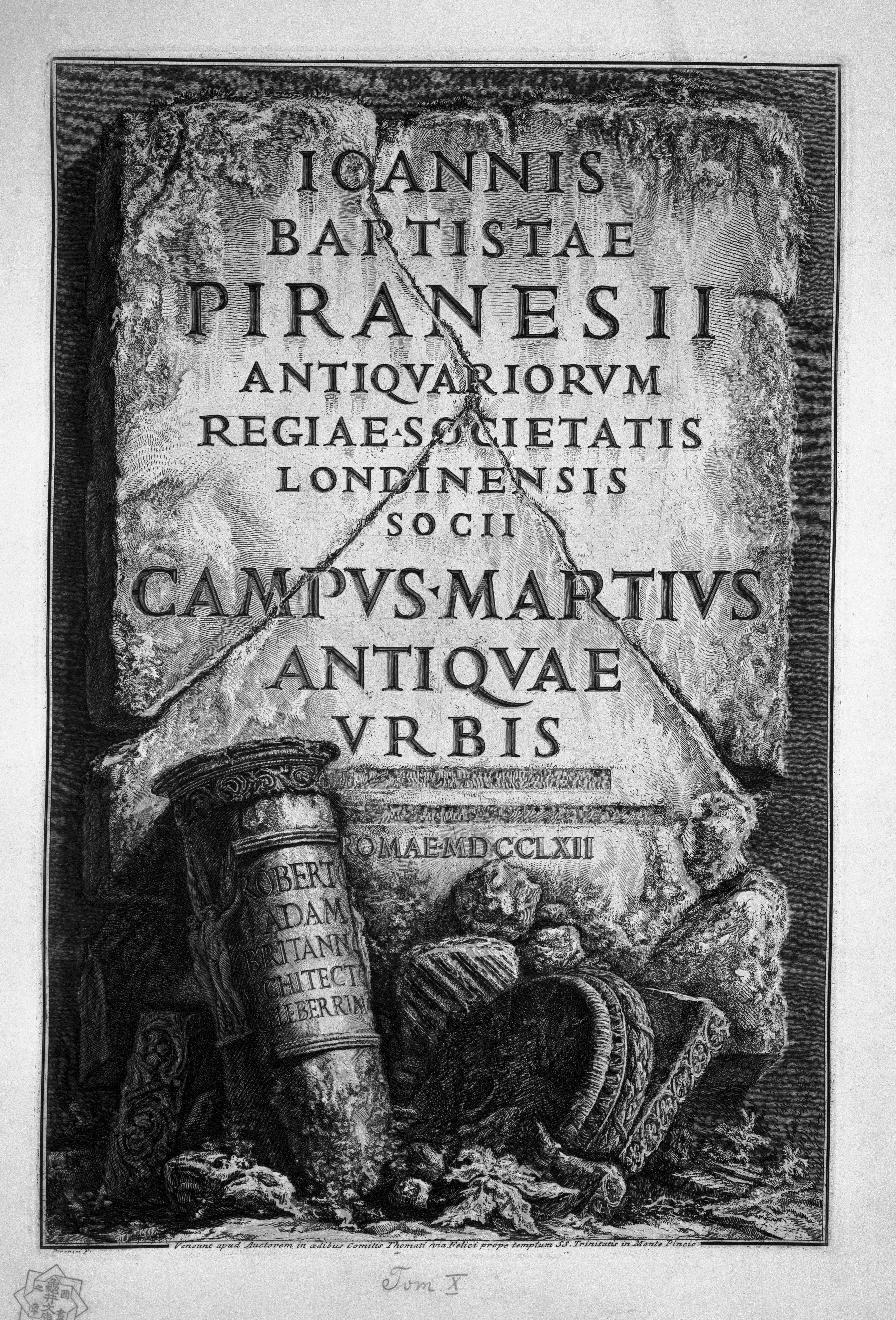
Фронтиспіс видання 1762 р.
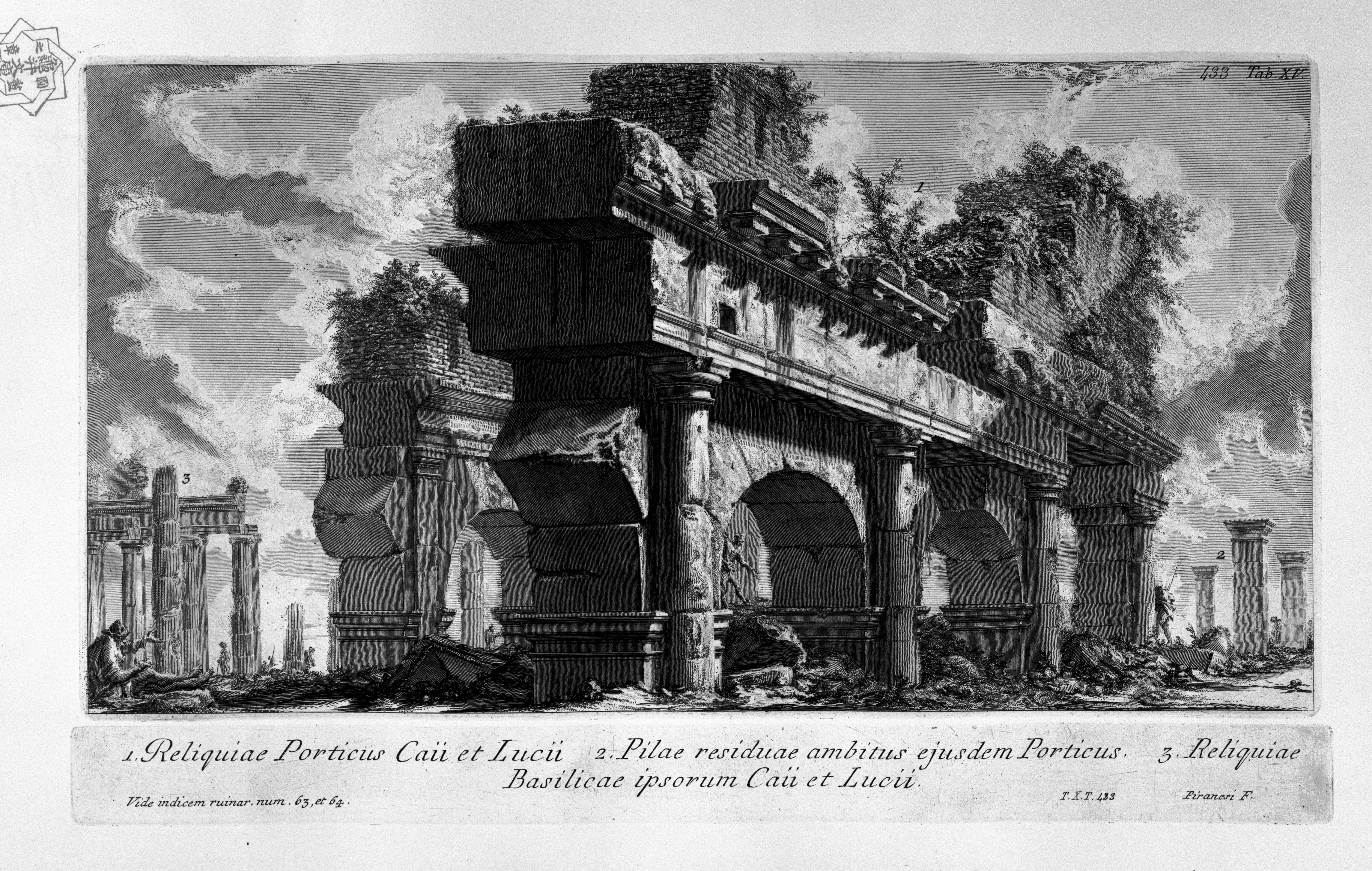
«Марсове поле, Рим»
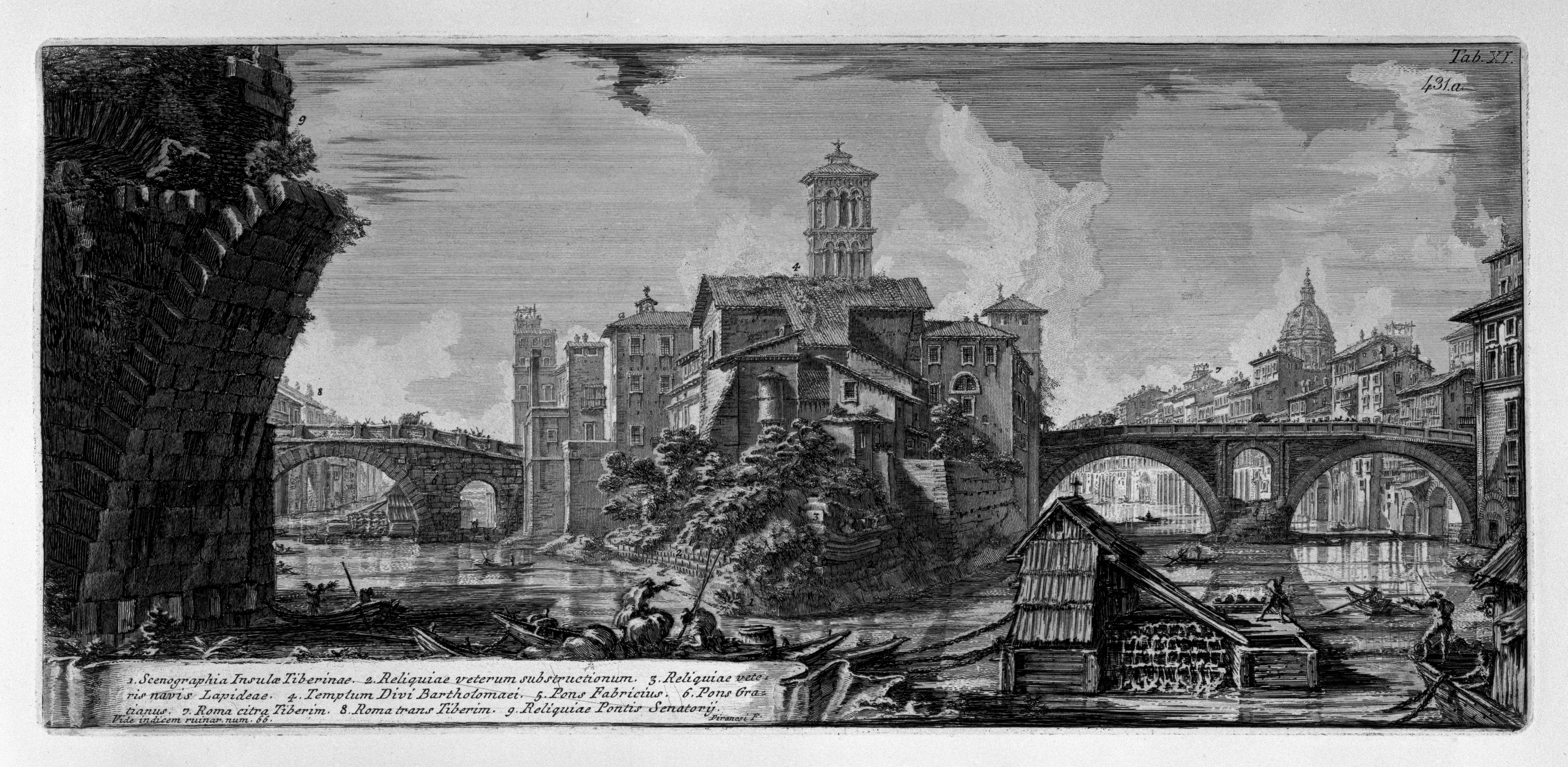
«Римські мости»
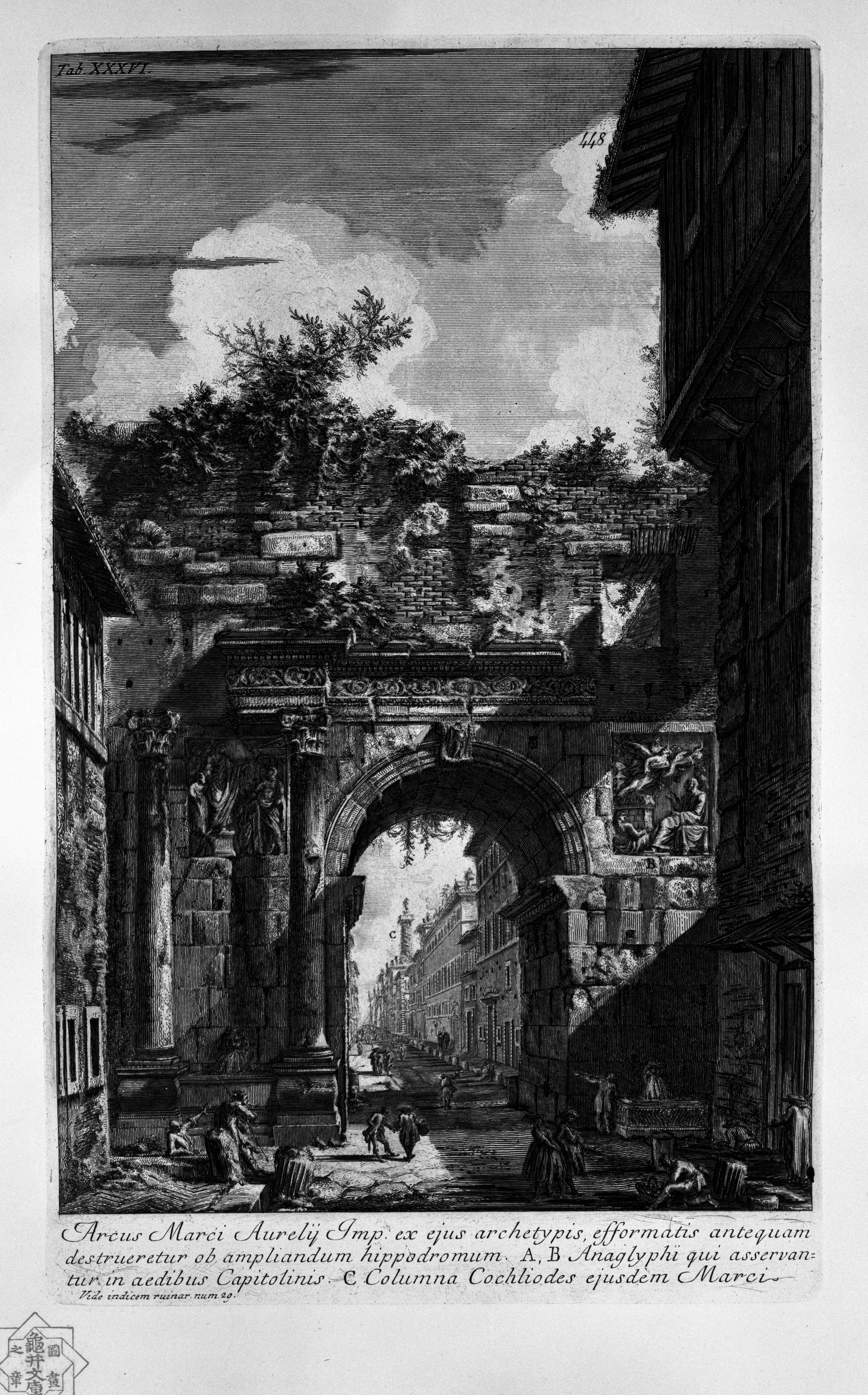
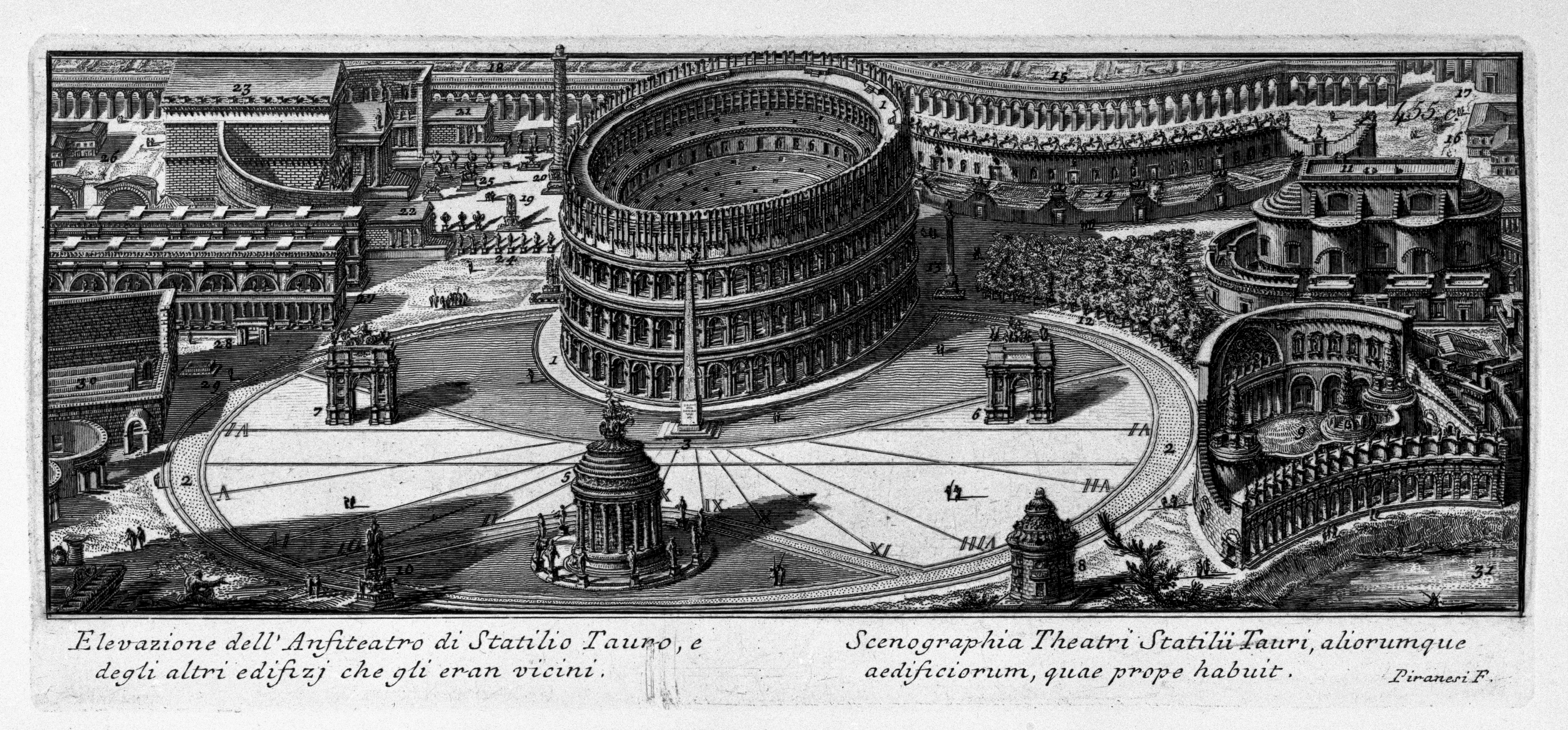
Спроба реконструкції первісного вигляду римських споруд біля Амфітеатру Тита Статилія.
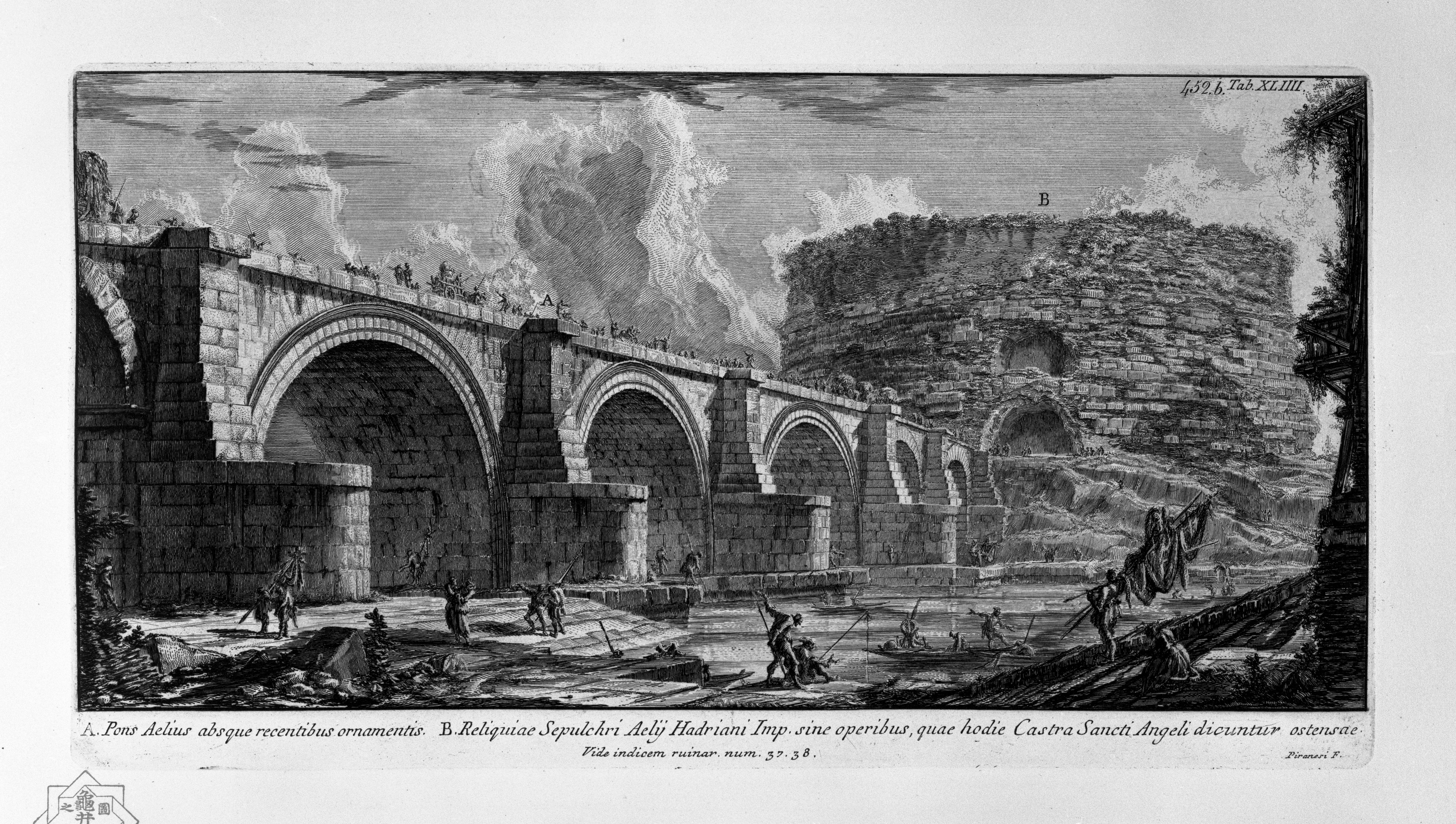
«Міст Еліус»
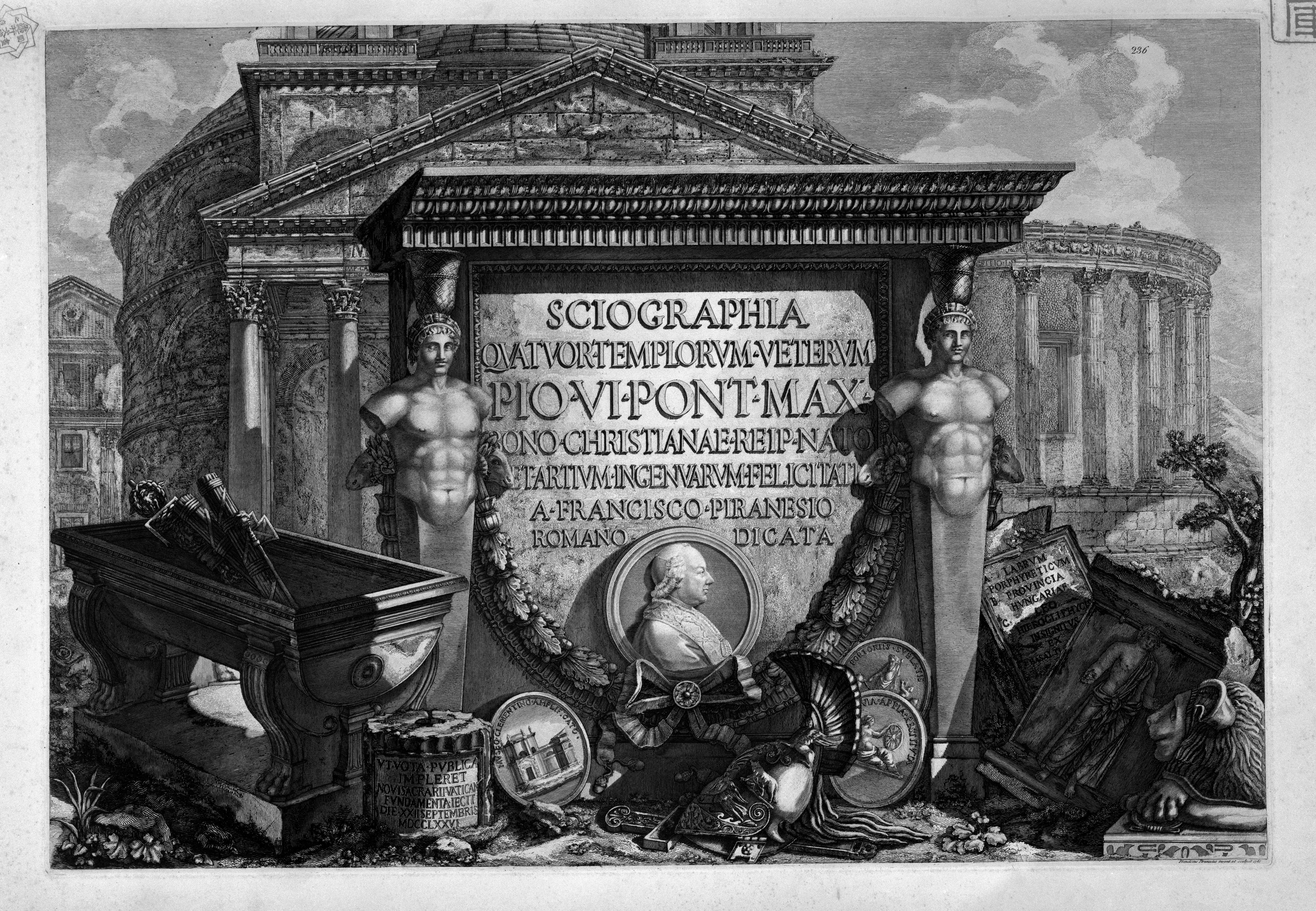
Фронтиспіс видання 1780 р.
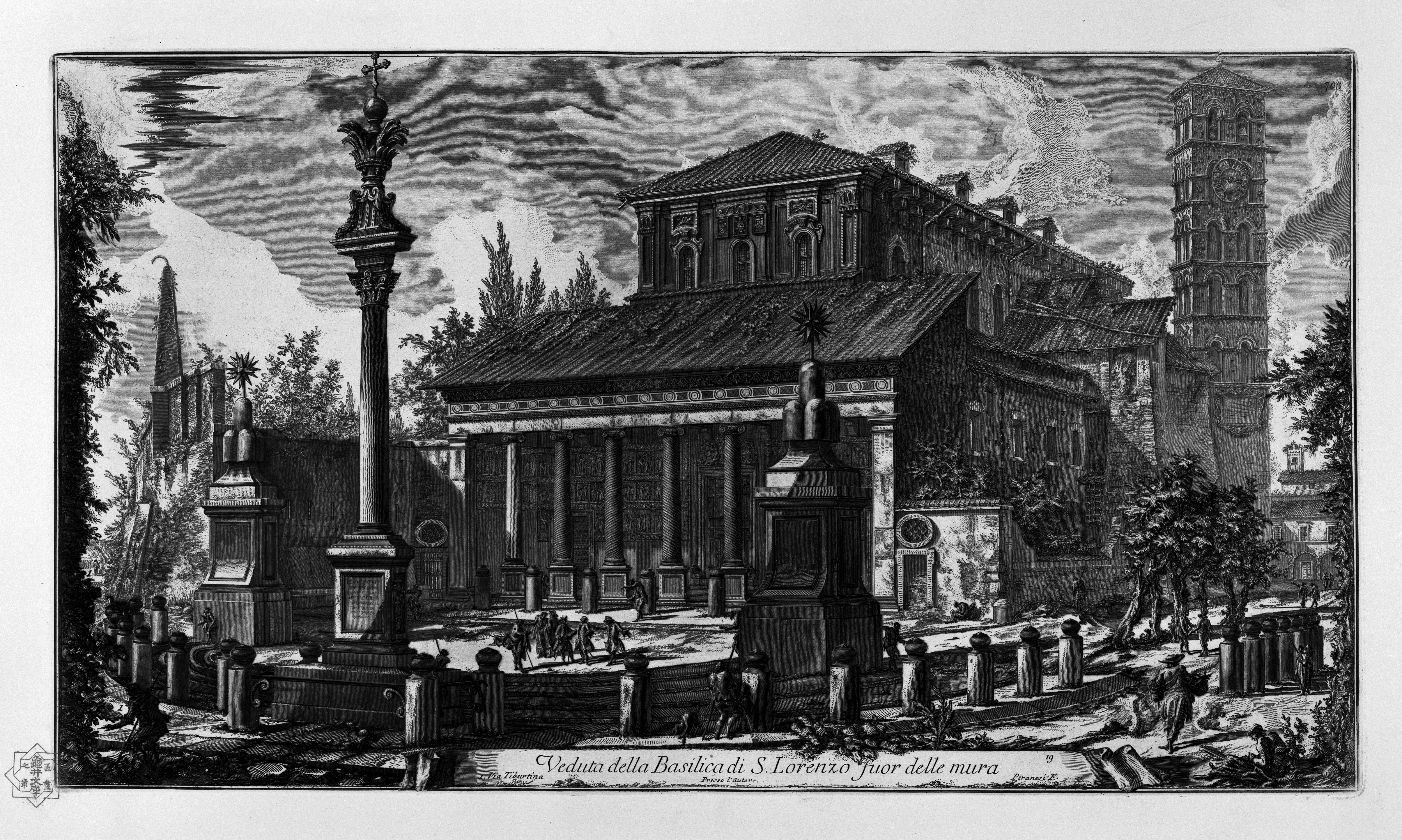
«Базиліка Сан Лоренцо фуорі ле мура», бл. 1774 р.
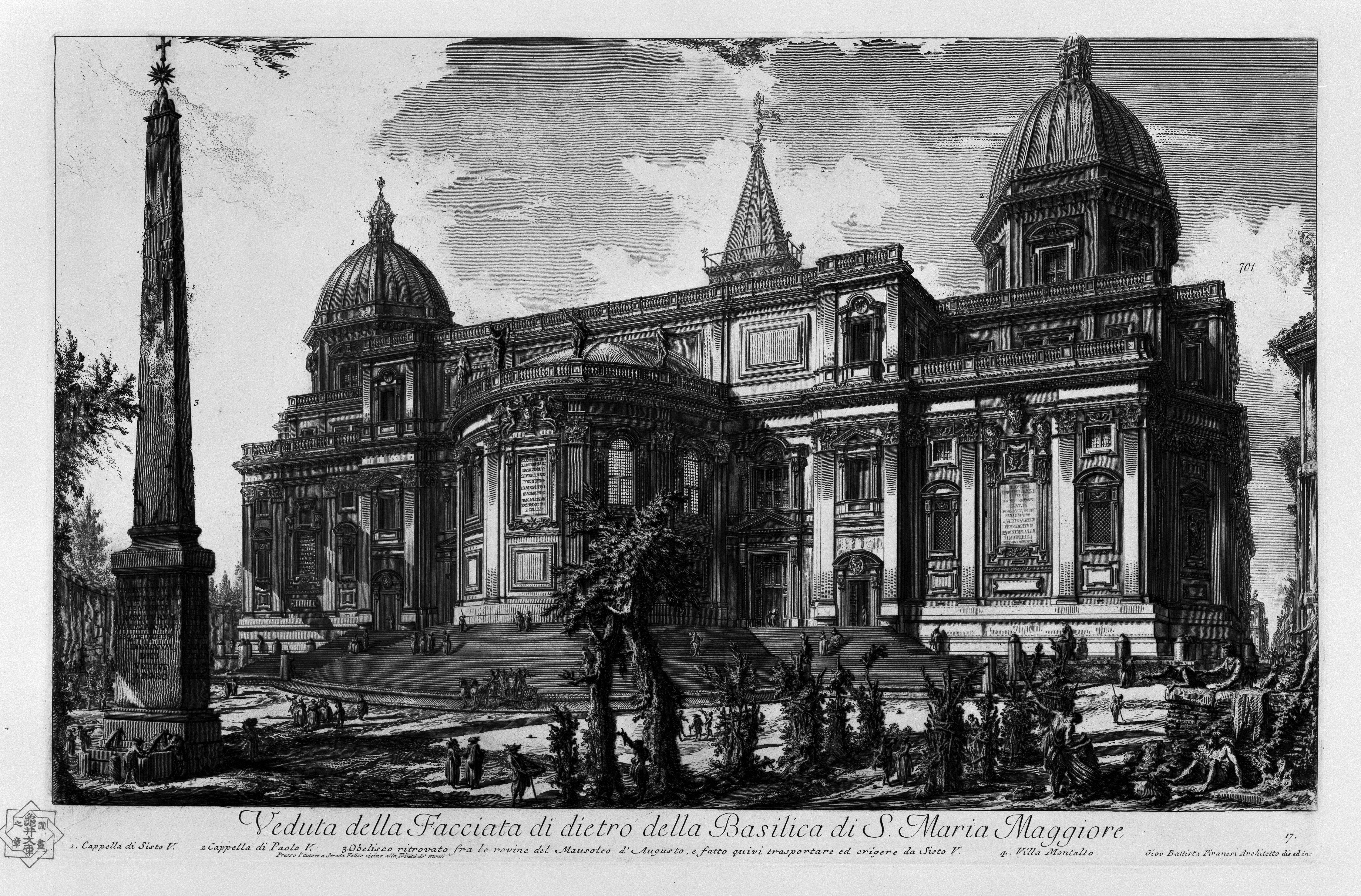
«Базиліка Санта Марія Маджоре, Рим», бл. 1774 р.
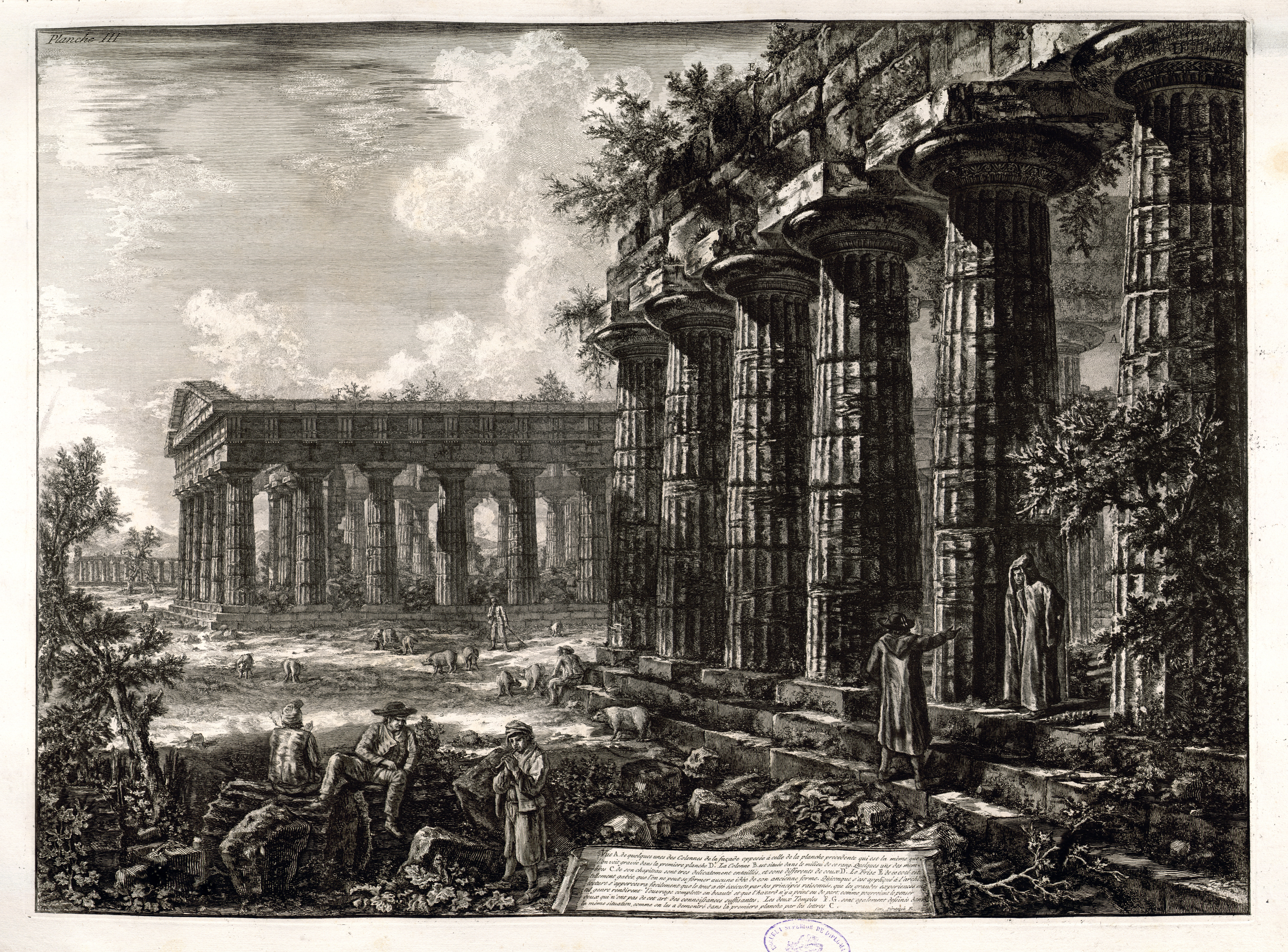
«Пестум, Давньогрецькі храми», 1778 р.